# Fagonia flamandii
Espèce
Classification phylogénétique
Fagonia flamandii est une espèce de plante du genre Fagonia et de la famille des zygophyllacées.